# کیگو هیگاشینو
کیگو هیگاشینو (به انگلیسی: Keigo Higashino، به ژاپنی :東野 圭吾) (زاده ۲۴ فوریه ۱۹۵۸) نویسنده ژاپنی است که به اعتبار رمان‌های جنایی - معمایی‌اش در سطح بین‌المللی شناخته می‌شود. او یکی از پلیسی‌نویسان برجسته معاصر ژاپن است.
هیگاشیونو فعالیت کاری‌اش را ابتدا به عنوان مهندس برق شروع کرد و در همان حال به نویسندگی مشغول بود اما با کسب جایزه ادبی ادگاوا رامپو برای رمان " بعد از مدرسه (۱۹۸۵) "، به نویسندگی حرفه‌ای روی آورد و به صورت تمام وقت به این کار پرداخت.
او همچنین سیزدهمین رئیس انجمن جنایی‌نویسان ژاپن از سال ۲۰۰۹ تا ۲۰۱۳ بود.
هیگاشینو جوایز معتبر بسیاری را به واسطه آثارش در ژاپن به دست آورده‌است.رمان‌های او به زبان‌های مختلف از جمله فرانسوی، اسپانیایی، انگلیسی و… ترجمه شده‌است.

## اوایل زندگی
هیگاشینو در شهر ایکونو، اوساکا در استان اوساکا در ژاپن متولد شد.
حروف لوگوگرافیک تشکیل دهنده نام خانوادگی او، درابتدا «تونو» خوانده می‌شد اما پدر کیگو، این نام را به «هیگاشینو» تغییر داد.
هیگاشینو در محیط طبقه کارگری پرورش یافت و به علت تعلق خانواده او به این طبقه، کودکی او با چالش‌های فراوانی همراه بود.
او تحصیلات دوران ابتدایی خود را در مدرسه کجی (Koji Elementry School) و دوران راهنمایی تحصیل خود را در مدرسه راهنمایی هیگاشیِ شهر ایکونو (Higashi Ikuno Junior High School) گذراند. دوران دبیرستان او نیز در دبیرستان هانا (Hannan High School) سپری شد. او در دوران دبیرستان شروع به مطالعه رمان‌های جنایی-معمایی کرد.
کیگو هیگاشینو، به تحصیل رشته برق صنعتی در دانشگاه استان اوساکا پرداخت. او کاپیتان تیم تیراندازی با کمان این دانشگاه نیز بود. او با مدرک کارشناسی مهندسی برق از این دانشگاه فارغ‌التحصیل شد.

## فعالیت
هیگاشینو، نوشتن را در دبیرستان و دانشگاه با نشان دادن دست‌نوشته‌های خود به همکلاسی‌هایش شروع کرد.
در سال ۱۹۸۱ به استخدام شرکت خودرو سازی دنسو درآمد و مدتی بعد با یک معلم دبیرستان ازدواج کرد. او غروب‌ها و آخر هفته‌ها همچنان به نوشتن مشغول بود تا رمان‌های جنایی - معمایی خود را که هیچ‌کدام را تا آن زمان به چاپ نرسانده بود برای شرکت در جایزه سالانه ادگوا رامپو آماده کند. در سال ۱۹۸۴ یکی از آثار او که بر اساس زندگی حرفه‌ای همسرش نوشته شده بود، به دور نهایی صعود کرد و درسال ۱۹۸۵ جایزه بهترین رمان معمایی چاپ نشده ادگاوا رامپو را برای رمان بعد از مدرسه (放課後) در سن ۲۷ سالگی دریافت کرد. این رمان همچنین بر اساس تجربیات او در باشگاه تیراندازی با کمان در دانشگاه اوساکا نوشته شده بود.
در سال ۱۹۸۶ او از کار در دنسو انصراف داد و فعالیت خود را به عنوان نویسنده تمام‌وقت در توکیو آغاز کرد.
در سال ۱۹۹۸، او رمان "هیموتسو" (راز، 秘密) را منتشر کرد. بعدها فیلم سینمایی از روی این رمان ساخته شد که در سال ۱۹۹۹ جایزه جنایی‌نویسان ژاپن را آز آن خود کرد. هیموتسو بعدها توسط کریم یاسار به انگلیسی تحت عنوان نایوکو در تعداد محدود به چاپ رسید.
هیگاشینو ایده نوشتن این رمان را از خواندن داستانی گرفته بود که در آن یک نوجوان خاطرات مردی را که در نزدیکی‌شان فوت کرده، جذب کرده بود. ابتدا او تصمیم داشت تا این ایده را به صورت یک داستان کوتاه منتشر کند اما این تصمیم او تحقق نیافت و نهایتاً او داستانش را به صورت یک رمان درآورد. در سال ۱۹۹۹ فیلم همیونسو بر اساس این رمان در ژاپن ساخته شد و همچنین در سال ۲۰۰۷ فیلم راز (The Secret) در فرانسه به زبان انگلیسی بر اساس این رمان ساخته شد که در آن دیوید دوکاونی به ایفای نقش پرداخته‌است.
در سال ۲۰۰۶ هیگاشینو سیزدهمین جایزه نائوکی را برای رمان فداکاری مظنون ایکس کسب کرد. این رمان قبل از این پنج بار نیز نامزد دریافت این جایزه شده بود. این کتاب همچنین ششمین جایزه هوکاکو را نیز دریافت کرد و در رتبه‌بندی کتابچه‌های معرفی رمان‌های معمایی Kono Mystery ga Sugoi! و هونکاکو رتبه اول را کسب کرد.
ترجمه فداکاری مظنون ایکس توسط الکساندر اسمیت در سال ۲۰۱۲ نامزد دریافت جایزه بهترین رمان ادگار و جایزه بری شد. هیگاشینو در سال ۲۰۱۴، جایزه ادبی ایجی یوشی کاوا را برای رمان وقتی که پرده دعا فرو می‌ریزد، دریافت کرد.
هیگاشینو از برجسته‌ترین نویسندگان آسیاست و بر اساس گزارش‌ها، معروفترین رمان‌نویس در چین به حساب می‌آید. ترجمه آثار او فروش بسیار زیادی در چین، اسپانیا، فرانسه و روسیه داشته‌است. دو کتاب فداکاری مظنون ایکس و نجات یک قدیس، به شش زبان ترجمه شده‌است. شهرت او باعث جلب توجه آکادمی‌های مختلف آسیایی شده‌است و مقالات و نظریات بسیاری دربارهٔ آثار او در چین، اندونزی، مالزی و تایوان منتشر شده‌اند. همچنین آثار او توجه پژوهشگران آمریکایی را نیز به خود جلب کرد.
کیگو هیگاشینو در سال ۲۰۰۹ به عنوان رئیس انجمن جنایی نویسان ژاپن انتخاب شد و تا سال ۲۰۱۳ در این مقام به فعالیت پرداخت. همچنین به عنوان یکی از اعضای هیت داوران در سالهای ۲۰۰۲ تا ۲۰۰۷ برای کمیته MWJ و از سال ۲۰۰۸ تا ۲۰۰۱۳ برای جایزه ادگاوا رامپو و در سال ۲۰۱۴ برای جایزه نائوکی ایفای نقش کرد.
پس از زلزه بزرگ شرق ژاپن در سال ۲۰۱۱، هیگاشینو حق‌التالیف ۱۰۰۰۰ جلد از چاپ مجدد رمان‌های بالهای کیرین و تازه‌وارد را برای توزیع در مناطق زلزله زده اهدا کرد.
او به‌طور مکرر از حضور در اجتماع پرهیز می‌کند چون ترجیح می‌دهد که در خیابان شناخته نشود.

## سبک و محتوا[۲]
هیگاشینو در سال ۲۰۱۵ اذعان داشت که سبک و محتوای نویسندگی او از دوران ابتدایی فعالیتش تا به امروز بسیار تغییر کرده‌است. او انگیزه را مهمترین عنصر در فعالیتش می‌داند. در مصاحبه ای در سال ۲۰۱۱ او گفت که «می‌خواهد مخاطبانش همواره از ایده‌های او شگفت زده شوند».
علاوه بر رمان، هیگاشینو مقاله و کتاب کودک نیز می‌نویسد اما سبک او در این نوشته‌ها با سبک داستان‌نویسی‌اش فرق دارد. او در آثارش شخصیت‌های زیاد و پرتعدادی تولید نمی‌کند.
آثار او دربرگیرنده عناصر علمی مانند انرژی هسته ای یا انتقال داده از طریق تماس فکری، نیز هست. همچنین فعالیت‌های ورزشی مانند تیراندازی با کمان، اسکی و وزرش‌های زمستانی و شمشیر بازی نیز در داستان‌های او حضور دارند.
آثار او سرشار از عناصر فرهنگی ژاپنی نیز هستند. برای مثال در کتاب فداکاری مظنون ایکس، شخصیت اصلی داستان در آشپرخانه تهیه بنتو کار می‌کند. در همین داستان، قتل به وسیله سیم برق کوتاتسو (کرسی ژاپنی) اتفاق می‌افتد.
اندرو جویس، در وال‌استریت جورنال نوشته‌است که هیگاشینو این مسئله را تشریح می‌کند که چگونه " حس سرسپردگی و بار ستمگرانه در روابط انسان‌ها عاملی برای جنایت و روابط خصمانه بین همسایه‌ها و همکاران می‌شوند. " هیگاشینو اذعان می‌دارد که مردم ژاپن این سبک را ترجیح می‌دهند که در داستان اهداف و نتایج اعمال و تصمیم‌های شخصیت‌های داستان تحت تأثیر احساساتی که به جرم و جنایت جنایت ختم می‌شوند، فقط در انتهای داستان به صورت واضح تر بیان شود.
هرچند هیگاشینو علاقه‌اش به نویسندگان غربی را تأیید می‌کند اما گفته‌است که همواره احساس می‌کند بیشترین و عمیق‌ترین تأثیر را از نویسندگان ژاپنی مانند ادگاوا رامپو و شیجو ماتسوموتو گرفته‌است و بیان کرده‌است که: «... در نتیجه آثار من به طور طبیعی در بردارنده حس ژاپنی نسبت به عواطف انسانی است».
او ضمن تقدیر از خوانندگان غربی‌اش از آنها خواسته تا "آثارش را بخوانند و بدانند که مردم ژاپن چگونه فکر می‌کنند، عشق می‌ورزند یا متنفر می‌شوند ". او گفته که از خوانندگانش می‌خواهد "تا تحت تأثیر این موضوع قرار بگیرند که در پشت تمامی این داستان‌های عجیب، یک شخصیت ژاپنی وجود دارد.''

## جوایز و افتخارات[۲]
| لیست افتخارات کیگو هیگاشینو | لیست افتخارات کیگو هیگاشینو                       | لیست افتخارات کیگو هیگاشینو | لیست افتخارات کیگو هیگاشینو |
| سال                         | کتاب                                              | عنوان                       | نتیجه                       |
| --------------------------- | ------------------------------------------------- | --------------------------- | --------------------------- |
| ۱۹۸۳                        | جایزه ادگاوا رامپو                                | خانه عروسک                  | نامزدشده                    |
| ۱۹۸۴                        | جایزه ادگاوا رامپو                                | توپ جادویی                  | نامزدشده                    |
| ۱۹۸۵                        | جایزه ادگاوا رامپو                                | بعد از مدرسه                | برنده                       |
| ۱۹۸۸                        | جایزه ایجی یوشی کاوا                              | قتل در شهرک دانشگاه         | نامزدشده                    |
| ۱۹۸۸                        | جایزه جنایی نویسان ژاپن                           | قتل در شهرک دانشگاه         | نامزدشده                    |
| ۱۹۹۰                        | جایزه ایجی یوشی کاوا                              | نقشه چوژین                  | نامزدشده                    |
| ۱۹۹۱                        | جایزه جنایی نویسان ژاپن                           | مجموعه گوش فرشته            | نامزدشده                    |
| ۱۹۹۲                        | جایزه جنایی نویسان ژاپن                           | در آینه                     | نامزدشده                    |
| ۱۹۹۳                        | جایزه جنایی نویسان ژاپن                           | در عمارت پوشیده از برف      | نامزدشده                    |
| ۱۹۹۳                        | جایزه جنایی نویسان ژاپن                           | شب افسر ترافیک              | نامزدشده                    |
| ۱۹۹۶                        | جایزه ایجی یوشی کاوا                              | زنبورِ در آسمان              | نامزدشده                    |
| ۱۹۹۷                        | جایزه ایجی یوشی کاوا                              | قانون کارآگاه               | نامزدشده                    |
| ۱۹۹۹                        | جایزه ایجی یوشی کاوا                              | راز                         | نامزدشده                    |
| ۱۹۹۹                        | جایزه جنایی نویسان ژاپن                           | فیلم سینمایی راز            | برنده                       |
| ۲۰۰۰                        | جایزه نائوکی                                      | شب سفید                     | نامزدشده                    |
| ۲۰۰۱                        | جایزه نائوکی                                      | عشق یک طرفه                 | نامزدشده                    |
| ۲۰۰۳                        | جایزه نائوکی                                      | نامه                        | نامزدشده                    |
| ۲۰۰۴                        | جایزه نائوکی                                      | شب راز آلود                 | نامزدشده                    |
| ۲۰۰۶                        | جایزه نائوکی                                      | فداکاری مظنون X             | برنده                       |
| ۲۰۰۶                        | جایزه بزرگ بوک استور                              | فداکاری مظنون X             | نامزدشده                    |
| ۲۰۰۶                        | جایزه هونکاکو                                     | فداکاری مظنون X             | برنده                       |
| ۲۰۰۸                        | جایزه New Wind                                    | پیوند ستاره دنباله دار      | برنده                       |
| ۲۰۱۰                        | جایزه پری پولار                                   | خانه ای که در آن مرده بودم  | برنده                       |
| ۲۰۱۱                        | جایزه Book reader                                 | خانه ای که در آن مرده بودم  | برنده                       |
| ۲۰۱۲                        | جایزه بهترین رمان معمایی انجمن کتابخانه‌های آمریکا | فداکاری مظنون X             | برنده                       |
| ۲۰۱۲                        | جایزه ادگار                                       | فداکاری مظنون X             | نامزدشده                    |
| ۲۰۱۲                        | جایزه بری                                         | فداکاری مظنون X             | نامزدشده                    |
| ۲۰۱۲                        | جایزه هونکاکو                                     | معجزات فروشگاه بزرگ نامیا   | برنده                       |
| ۲۰۱۳                        | جایزه شیبتا رنزوبارو                              | گل آرزو                     | برنده                       |
| ۲۰۱۴                        | جایزه ایجی یوشی کاوا                              | وقتی که پرده دعا فرو می‌ریزد | برنده                       |

### رده‌بندی‌های راهنمای داستان معمایی ژاپن
- سال ۲۰۰۶: بهترین داستان جنایی سال: فداکاری مظنون X
- سال ۲۰۱۰: بهترین داستان جنایی سال: تازه‌وارد
- سال ۲۰۱۲: کسب رتبه سیزدهم در رتبه‌بندی ۱۰۰ رمان جنایی برتر ژاپنی در تمام تاریخ: فداکاری مظنون X
- سال ۲۰۱۲: کسب رتبه هجدهم در رتبه‌بندی ۱۰۰ رمان جنایی برتر ژاپنی در تمام تاریخ: سفر در زیر نور خورشید نیمه شب
- سال ۲۰۱۸: کسب رتبه اول در رده‌بندی ده داستان برتر هفتگی مجله Bungeishunjū: رژه خاموش

## آثار هیگاشینو[۲]
هیگاشینو تا سال ۲۰۱۸، ۶۶ رمان، دو مجموعه داستان کوتاه و یک کتاب کمیک به چاپ رسانده بود.
همچنین تا سال ۲۰۲۰ در کل ۷۱۵ اثر در ۸ زبان در سطح جهان از هیگاشینو به چاپ رسیده‌است.

### ماجراهای کارآگاه گالیلئو
- رمان‌ها
  - فداکاری مظنونX (容疑者Xの献身)، سال۲۰۰۵
  -  نجات یک قدیس (聖女の救済)، سال ۲۰۰۸
  - معادله میانه تابستان (真夏の方程式)، سال ۲۰۱۶
  - رژه بی صدا(沈黙のパレード)، سال ۲۰۱۸
- داستان‌های کوتاه
  -  کار آگاه گالیلئو (探偵ガリレオ)، سال ۱۹۹۸
  -  رویاپردازی (予知夢)، سال ۲۰۰۰
  - اندوه گالیلئو (ガリレオの苦悩)، سال ۲۰۰۸
  - دلقک مجازی (虚像の道化師)، سال ۲۰۱۲
  - جادوی ممنوعه (禁断の魔術)، سال ۲۰۱۲

### مجموعه کارآگاه کاگا
- رمان‌ها
  - فارغ‌التحصیلی (卒業)، سال ۱۹۸۶
  -  جنگلِ در خواب (睡りの森)، سال ۱۹۸۹
  -  بدخواهی (悪意)، سال۱۹۹۶
  -  من کشتمش (私が彼を殺した)، سال ۱۹۹۹
  - انگشت قرمز (赤い指)، سال ۲۰۰۶
  - تازه‌وارد (新参者)، سال۲۰۰۹
  -  بالهای زیبا (麒麟の翼)، سال ۲۰۱۱
  - وقتی پرده دعا می‌افتد (祈りの幕が下りる時)، سال ۲۰۱۳
- مجموعه داستان‌های کوتاه
  - فقط یک دروغ دیگر (嘘をもうひとつだけ)، سال ۲۰۰۰

### پسران کارآگاه نانیوا
- مجموعه داستان‌های کوتاه پسران کارآگاه نانیوا(浪花少年探偵団)، سال ۱۹۸۸
- مجموعه داستان‌های کوتاه  خداحافظ خانم شینوبا  (しのぶセンセにサヨナラ)، سال ۱۹۹۳

### مجموعه ماجراهای کارآگاه دایگورو تنکایچی
- مجوعه داستان‌های کوتاه قانون کارآگاه (名探偵の掟)، سال ۱۹۹۶
- رمان نفرین کارآگاه (名探偵の呪縛)، سال ۱۹۹۶

### دیگر رمان‌ها
- بعد از مدرسه (放課後)، سال ۱۹۸۵
- قتل در عمارت هاکوبا (白馬山荘殺人事件)، سال ۱۹۸۶
- پرونده ۱۱ نامه(۱۱文字の殺人)، سال ۱۹۸۷
- توپ جادویی (魔球)، سال ۱۹۸۶
- چیرز و یک چشمک (ウインクで乾杯)، سال ۱۹۸۸
- دلقک عمارت جوجی(十字屋敷のピエロ)، سال ۱۹۸۹
- نقشه چوجین (鳥人計画)، سال ۱۹۸۹
- قتل برروی ابرها (殺人現場は雲の上)، سال ۱۹۸۹
- قلب بوروتاسو (ブルータスの心臓)، سال ۱۹۸۹
- سرنوشت (宿命)، سال ۱۹۹۰
- قتل در عمارت ماسکراد (仮面山荘殺人事件)، سال ۱۹۹۰
- دگرگونی (変身)، سال ۱۹۹۱
- قتل در کایروتی  (回廊亭殺人事件)، سال ۱۹۹۱
- در عمارت پوشیده از برف  (ある閉ざされた雪の山荘で)، سال ۱۹۹۲
- سلاح زیبا (美しき凶器)، سال ۱۹۹۲
- همکلاسی (同級生)، سال ۱۹۹۳
- آلتر ایگو (分身)، سال ۱۹۹۳
- خانه ای که در آن مرده بودم (むかし僕が死んだ家)، سال ۱۹۹۴
- پسری که رنگین کمان را کنترل می‌کرد  (虹を操る少年)، سال ۱۹۹۴
- داستان عاشفانه جهان‌های موازی  (パラレルワールド・ラブストーリー)، سال ۱۹۹۵
- زنبور در آسمان (天空の蜂)، سال ۱۹۹۵
- راز (هیموتسو) (ترجمه انگلیسی با عنوان نائوکو)(秘密)، سال ۱۹۹۸
- سفر در زیر نور خورشید نیمه شب(白夜行)، سال ۱۹۹۹
- عشق یک طرفه (片想い)، سال ۲۰۰۱
- دریاچه (レイクサイド)، سال ۲۰۰۲
- توکیو  (時生)، سال ۲۰۰۲
- نام بازی آدم‌ربایی است (ゲームの名は誘拐)، سال ۲۰۰۲
- نامه (手紙)، سال ۲۰۰۳
- من معلم بی رحمم(おれは非情勤)، سال ۲۰۰۳
- درب قتل  (殺人の門)، سال ۲۰۰۳
- شب راز آلود (幻夜)، سال ۲۰۰۴
- تیغ تردید (さまよう刃)، سال ۲۰۰۴
- حد وظیفه و عاطفه  (使命と魂のリミット)، سال ۲۰۰۶
- خیابانی که در آن سپیده دم می‌شکند (夜明けの街で)، سال ۲۰۰۷
- چشم رو به مرگ  (ダイイング・アイ)، سال ۲۰۰۷
- پیوند دنباله ستاره دار (流星の絆)، سال ۲۰۰۸
- پارادوکس ۱۳ (パラドックス۱۳)، سال ۲۰۰۹
- آن تخم فاخته‌ها (カッコウの卵は誰のもの)، سال ۲۰۱۰
- داده پلاتینی (プラチナデータ)، سال ۲۰۱۰
- ربودن نقره (白銀ジャック)، سال ۲۰۱۰
- هتل ماسکراد (マスカレード・ホテル)، سال ۲۰۱۰
- معجزات فروشگاه بزرگ نامیا (ナミヤ雑貨店の奇蹟)، سال ۲۰۱۲
- گل رؤیا (夢幻花)، سال ۲۰۱۳
- صلیب تو خالی (虚ろな十字架)، سال ۲۰۱۴
- خانه که در آن پری دریایی خوابیده‌است (人魚の眠る家)، سال ۲۰۱۵
- جادوگر لاپلاس (ラプラスの魔女)، سال ۲۰۱۵
- ونوس خطرناک (危険なビーナス)، سال ۲۰۱۶
- رشته امید (希望の糸)، سال ۲۰۱۹

### دیگر مجموعه‌های داستان کوتاه
- باشگاه کارآگاه (探偵倶楽部)، سال ۱۹۹۰
- شب قتلِ بدون قاتل (犯人のいない殺人の夜)، سال ۱۹۹۰
- مردمان بدگمان (怪しい人びと)، سال ۱۹۹۴
- خنده‌های زهر آلود(毒笑小説)، سال ۱۹۹۶
- ابر قاتل: اندوه پلیسی نویسان (超・殺人事件 推理作家の苦悩)، سال ۲۰۰۱
- خنده‌های تاریک(黒笑小説)، سال ۲۰۰۵
- کسی از آن روزها (あの頃の誰か)، سال۲۰۱۱
- خنده‌های معجوج(歪笑小説)، سال ۲۰۱۲

### کتاب کودک
- عمه سانتا (サンタのおばさん)، سال ۲۰۰۱ (تصویر گر: هیرمی سوگیتا)

### کتاب کمیک
- HE∀DS، چهار جلد، سال ۲۰۰۶ ،(تصویر گر: موتور و ماسه)

### مجموعه مقالات
- وقتی که ما احمق بودیم (あの頃僕らはアホでした)، سال ۱۹۹۵
- چالش ؟ (ちゃれんじ?)، سال ۲۰۰۴
- علم ؟ (さいえんす?)، سال ۲۰۰۵
- رویاهای تورین (夢はトリノをかけめぐる)، سال ۲۰۰۶
- احتمالاً آخرین احوال پرسی (たぶん最後の御挨拶)، سال ۲۰۰۷

## آثار ترجمه شده هیگاشینو[۲]

### انگلیسی

#### رمان
- مجموعه کارآگاه گالیلئو
  - فداکاری مظنون The Devotion of Suspect X) X)، مترجم: الکساندر اسمیت، سال ۲۰۱۱
  - نجات یک قدیس (Salvation of a Saint)، مترجم: الکساندر اسمیت، سال ۲۰۱۲
  - معادله میانه تابستان (A Midsummer's Equation)، مترجم: الکساندر اسمیت، سال ۲۰۱۶
- ماجراهای کار آگاه کاگا
  -  بدخواهی (Malice)، مترجم: الکساندر اسمبت، سال ۲۰۱۴
  - تازه‌وارد (Newcomer)، مترجم: گیلس موری، سال ۲۰۱۸
- رمان‌های دیگر
  - راز (نائوکو) (Naoko)، مترجم: کریم یاسار، سال ۲۰۰۴
  - زیر نور خورشید نیمه شب(Under the Midnight Sun)، مترجم: الکساندر اسمیت، سال ۲۰۱۵
- نام بازی، آدم‌ربایی است (The Name of the Game is a Kidnapping)، مترجم: جن میتسوکو کاش
  - معجزات فروشگاه بزرگ نامیا (The Miracles of the Namiya General Store)، مترجم: سم بت، سال ۲۰۱۹

## فیلم‌ها و برنامه‌های تلویزیونی برگرفته از آثار هیگاشینو[۲]
تعدادی از آثار هیگاشیونو به فیلم‌های سریالی، تلویزیونی و درام تبدیل شده‌است.

### فیلم‌های ژاپنی
- نائوکو (عنوان اصلی: هیموتسو)، سال ۱۹۹۹
- بازی (عنوان اصلی: 夢のなは勇気)، سال ۲۰۰۳
- پرونده قتل دریاچه، سال ۲۰۰۴
- هن شین، سال۲۰۰۵
- تگامی ، سال ۲۰۰۶
- مظنون X ، سال ۲۰۰۸
- تیغ سرگردان، سال ۲۰۰۹
- در شب سفید، سال ۲۰۱۱
- در شهر سحر، سال ۲۰۱۱
- بالهای کیرین، سال ۲۰۱۲
- داده پلاتینی، سال۲۰۱۳
- معادله میانه تابستان، سال ۲۰۱۳
- شکسته، سال ۲۰۱۴
- زنبور بزرگ، سال ۲۰۱۵
- گیل رندو (عموان اصلی: 疾風ロンド)، سال ۲۰۱۶
- معجزات فروشگاه بزرگ فروشگاه نامیا، سال ۲۰۱۷
- خانه ای که پری دریایی در آن خوابیده‌است، سال ۲۰۱۸
- جرمی که کنسل شد، سال ۲۰۱۸
- جادو گر لاپلاس ، سال ۲۰۱۸
- هتل ماسکراد، سال ۲۰۱۹
- داستان عاشقانه جهان‌های موازی، سال ۲۰۱۹

### درام‌های ژاپنی
- توکیو، سال ۲۰۰۲
- سفر در زیر نور خورشید نیمه شب، سال ۲۰۰۶
- گالیلئو، سال ۲۰۰۷ تا ۲۰۰۸
- پیوند ستاره دنباله دار، سال ۲۰۰۸
- قانون کار آگاه، سال ۲۰۰۹
- تازه‌وارد، سال ۲۰۱۰
- معماهای کیگو هیگاشینو، سال ۲۰۱۲
- گالیلئو ۲ ، سال ۲۰۱۳

### فیلم‌های کره جنوبی
- شب سفید، سال ۲۰۰۹
- نمره کامل ، سال ۲۰۱۲
- شکسته ، سال ۲۰۱۴

### فیلم‌های فرانسوی
- راز ، سال ۲۰۰۷

### فیلم‌های چینی
- نامیا، سال ۲۰۰۷